# Yalnızdamlar, Alacakaya
Yalnızdamlar là một xã thuộc huyện Alacakaya, tỉnh Elâzığ, Thổ Nhĩ Kỳ. Dân số thời điểm năm 2011 là 549 người.